# 占守郡
占守郡（日语：／ Shumushu gun */?）為日本北海道根室支廳的郡，轄區包函千島群島的捨子古丹島、知林古丹島、越渴磨島、春牟古丹島、溫禰古丹島、磨勘留島、志林規島、幌筵島、阿賴度島、占守島。1952年因日本簽署舊金山和約後放棄主權而廢除。
郡名来源于阿伊努语「sum-us-i」（西邊的地方）。

## 沿革
- 1875年11月：日本與俄國簽署庫頁島千島群島交換條約，千島群島成為日本領土，設置占守郡於千島國。
- 1945年8月：被蘇聯佔領。
- 1952年4月28日：舊金山和約生效，日本放棄北部千島群島領土主權，廢除。